# Saint-Pardoux-la-Rivière
Saint-Pardoux-la-Rivière là một xã, nằm ở tỉnh Dordogne vùng Aquitaine của Pháp. Xã này có diện tích 23,84 km², dân số năm 2006 là 1155 người. Xã nằm ở khu vực có độ cao trung bình 137 m trên mực nước biển.

## Thông tin nhân khẩu
| Năm    | 1962  | 1968  | 1975  | 1982  | 1990  | 1999  | 2006  |
| ------ | ----- | ----- | ----- | ----- | ----- | ----- | ----- |
| Dân số | 1 453 | 1 360 | 1 347 | 1 309 | 1 174 | 1 091 | 1 155 |